# Horst Rankl
Horst Rankl (* 2. Januar 1940 in Hartmanitz, Reichsgau Sudetenland) ist ein bayerischer Schriftsteller, Regisseur und Schauspieler. 

## Werdegang
Im Hauptberuf war er Beamter. Von 1957 bis 1974 war er beim Bundesgrenzschutz und Bundesbehörden beschäftigt. Danach war er bis zu seinem Eintritt in den Ruhestand am 31. Januar 2005 bei der Stadt Rosenheim tätig, zuletzt als Leiter des Hauptamtes.
Rankl war von 1978 bis 2003 Landesspielleiter im Verband Bayerischer Amateurtheater und war  für die Aus- und Weiterbildung der Mitgliedsvereine zuständig. Der Verband umfasst 700 Vereine mit ca. 60.000 aktiven Spielern. Er ist seit 2003 Präsident des Verband Bayerischer Amateurtheater. Die Geschäftsstelle des Verbandes betreut Rankl zusammen mit mehreren Teilzeitkräften in Rosenheim. Rankl ist auch seit 1999 der 1. Vorsitzender des  Theater Rosenheim, ferner Initiator und Spielleiter der Historischen Stadtspiele Rosenheim.

## Auszeichnungen
- Goldene Ehrennadel des Bundes Deutscher Amateurtheater
- Goldene Ehrennadel des Verbandes Bayerischer Amateurtheater
- Goldene Ehrennadel des Theater Rosenheim
- Ehrenzeichen des bayerischen Ministerpräsidenten
- Bundesverdienstkreuz am Bande
- Kulturpreis des Wirtschaftlichen Verbandes Rosenheim
- Euregio Inntal Preis 2009 (grenzüberschreitende Zusammenarbeit zwischen Bayern und Tirol)
- Bayerischer Verdienstorden 2012
- Ehrenmedaille in Silber - Bezirk Oberbayern 2015
- Goldene Bürgermedaille der Stadt Rosenheim 2016
- Goldene Maske - Bund Deutscher Amateurtheater 2019

## Romane
- Im Spiel der Mächte (1999)
- Der Prozess um den Medicus (2001)
- Bayerisch-österreichische Schicksalsjahre. 1703 Tirols Rache. (2005)
- Bayerisch-österreichische Schicksalsjahre. 1704 Die letzte Schlacht (2005)
- Bayerisch-österreichische Schicksalsjahre. 1705 Verlorene Freiheit (2005)
- Versöhnliches Ende 2022

## Hauptrollen
- Peppone in „Don Camillo und Peppone“
- Zwirn in „Lumpazivagabundus“
- Schnoferl in „Mädel aus der Vorstadt“
- Heinrich Meisel in „Die spanische Fliege“
- "Der Hauptmann von Köpenick", Titelrolle
- " Jedermann" in Der Bayrische Jedermann
- Milchmann Tevje in „Anatevka“
- „Der Färber und sein Zwillingsbruder“, Titelrolle
- "Pseudolus" in „Zustände wie im alten Rom“
- "Titus Feuerfuchs" Titelrolle in Nestroys Talisman
- „Der Pfennigfuchser“, Spiel nach Molières „Der Geizige“, Titelrolle
- "Die Abenteuer des braven Soldaten Schwejk", Titelrolle
- "Goggolore" Titelrolle in dem Stück "da Goggolore"

## Historische Stadtspiele Rosenheim
- 1995 Inszenierung: "Der Rosenheimer Salzkrieg", Autor: C.O.Renner
- 1997 Inszenierung: "Die Schwedenplag am Inn", Autor: C.O.Renner
- 1999 Autor und Inszenierung: "Im Spiel der Mächte" - Der Landshuter Erbfolgekrieg
- 2001 Autor und Inszenierung: "Der Prozess um den Medicus" - Ein polnischer Arzt 1658 in Rosenheim
- 2003 Bearbeitung und Inszenierung: "Der Rosenheimer Salzkrieg", Autor: C.O.Renner
- 2005 Autor und Inszenierung: "1705" - Der Spanische Erbfolgekrieg
- 2008 Autor und Inszenierung: "Im Spiel der Mächte" -
- 2013 Autor und Inszenierung: "Grenzland" - Die Geschichte eines reichen Fuhrmannes im 19.    Jahrhundert, aufgeführt als Gemeinschaftsproduktion des Theater Rosenheim und des Stadttheater Kufstein in Rosenheim und Kufstein
- 2016 Autor und Inszenierung: "Martin Papin" - Geschichte über einen walschen Zuwanderer in den Markt Rosenheim im Jahre 1561
- 2018 Inszenierung und Bearbeitung des Stückes aus 1997: "Die Schwedenplag" - Episoden aus Rosenheim im 30jährigen Krieg
- 2022 Autor und Inszenierung: Versöhnliches Ende - Streit zwischen den Zünften der Seiler und der Pechler
- 2024 Autor und Inszenierung: Aufbruch - Rosenheim auf dem Weg in die Zukunft

## Weitere Freilichtspiele für andere Bühnen
- 2000 Autor: „Samerberger Spiel - 2000 Jahre zwischen Inn und Chiemgau“ gespielt vom Theater Grainbach am Samerberg
- 2004 Autor: „Samerberger Spiel -  Vom Krieg zum Frieden“ - gespielt vom Theater am Samerberg
- 2004 Autor: „Hofleiten“ - Eine wahre Begebenheit aus der Geschichte von Stephanskirchen um 1860 - gespielt von der Jungbauernschaft Stephanskirchen
- 2008 Autor: „Ein Lausbub namens Ludwig“ - frei dramatisierte Szenen aus dem Leben des jungen Ludwig Thoma - gespielt vom Theater Prien
- 2008 Autor: „Puech“ - Geschichte und Geschichten eines Dorfes - gespielt von der Theatergruppe Buch am Buchrain
- 2010 Autor: „Thomas Gillitzer“ - Der Traum vom Glück - die wahre Geschichte vom Millionär zum Bettelmann - gespielt von der Theatergemeinde Stephanskirchen anl. der Landesgartenschau in Rosenheim 2010
- 2010 Autor: "Sliusheim" - Geschichte und Geschichten einer Stadt- gespielt von der Theatergemeinschaft "G´filder Bühne, Unterschleißheim
- 2014 Autor: "Samerberger Spiel - " - gespielt vom Theater am Samerberg

## Sonstige Theaterstücke
- 2003 Autor: "Die Notlüge" - Dramatisierte Erzählung vom Tode des Märtyrers St. Emmeram
- 2005 Autor: "Die Nacht der Hexen" - Kurzspiel auf der Kufsteiner Burg
- 2005 Autor: "Erstürmung der Burg Kufstein 1705" - Kurzspiel nach dem Roman "Bayerisch-österreichische Schicksalsjahre"
- 2007 Autor: „Der Heilige Benedikt von Nursia“ - gespielt vom Volkstheater Bad Endorf
- 2010 Autor: „Mutter Teresa“ - Die Wohltäterin von Kalkutta - gespielt vom Volkstheater Bad Endorf
- 2010 Autor: „Die Wallfahrt ins Elend“ - Eine wahre und erschreckliche Begebenheit auf dem Inn, 1762 - gespielt von der Theatergruppe Nußdorf/Inn
- 2011 Autor: "Antonius von Padua" - gespielt vom Volkstheater Bad Endorf
- 2014 Autor: "Edith Stein, Stationen im Leben der Heiligen Teresia Benedicta a Cruce" - gespielt vom Chiemgauer Heiligentheater Bad Endorf
- 2017 Autor: "Simon Petrus, Stationen im Leben des Heiligen Petrus"

## Weitere Aktivitäten
- 2000 Tonträger: Ludwig Thoma: „Seine schönsten Geschichten“, Rosenheimer Verlagshaus
- Hörbuch 2020: Das Boot U 188, Der Bericht des Matrosen A. Staller, Rosenheimer Verlagshaus
- Gastregie: "Der bayerische Jedermann" von Weber: 1994 in Zwiesel, 2014 in Harthausen
- Gastregie: "George Dandin" von Moliere: 1986 in Sterzing/Italien